# Хуршид Алам Бабул
Хуршид Алам Бабул (бенг. খুরশিদ আলম বাবুল, нар. 1 березня 1955, Тангайл) — бангладеський футболіст, який грав на позиції атакувального півзахисника у 70-80 роках ХХ століття. Відомий за виступами у складі низки бангладеських клубів і національній збірній Бангладеш, він здобув більшість своїх досягнень, граючи за «Абахані» (Дакка) у Лізі Дакки під час свого 10-річного перебування в клубі, починаючи з 1977 року. Він вигравав чемпіонські титули з «Абахані» у 1977, 1981, 1983, 1984 та 1985 роках. У 1987 році він виграв чемпіонський титул з «Мохамеддан» (Дакка). Таким чином, він став одним із елітних гравців, які виграли титул чемпіона Дакки з обома найсильнішими її клубами. Він був одним із найкращих футболістів національної збірної Бангладеш у перші роки розвитку футболу в країні.

## Успіхи з «Абахані»
У 1977 році Бабул перейшов до «Абахані» з «Вікторія Спортінг Клаб». У грі за системою 4-2-4 він утворив дует у півзахисті з Амалешем Сеном. Монвар Хоссейн Нанну, якого вважали найкращим креативним півзахисником країни першої половини 1970-х років, після серйозної травми перейшов на роль центрального захисника. «Абахані» провели дуже успішний сезон, оскільки вони виграли чемпіонський титул, залишаючись непереможеним протягом усього сезону ліги. Пізніше в цьому сезоні вони дійшли до фіналу Золотого кубка Ага-Хана, але програли з рахунком 2:0 іранському клубу «Сефід-Руд», який став володарем кубка. Загалом Бабул вигравав чемпіонат Ліги Дакки з «Абахані» в 1977, 1981, 193, 1984, 1985 роках. Він був також капітаном «Абахані», який виграв чемпіонський титул 1981 року. «Абахані» залишався непереможним у лізі до останнього матчу сезону. Уже здобувши титул, вони програли останній матч сезону з рахунком 1–0. Єдиний гол у матчі забив вінгер Басудев.

## Перехід до «Мохамеддан»
Після 3 послідовних чемпіонських титулів між 1983 і 1985 роками, у 1986 році «Абахані» поступився титулом своєму головному супернику «Мохамеддан». Керівництво «Абахані» відчуло потребу в деяких змінах, і вважало, що час Бабула минув, і його виключили із складу команди. Після цього «Мохамеддан» підписав Бабула на сезон 1987 року. Останній матч сезону між «Абахані» та «Мохамеддан» розпочався з того, що «Абахані» потрібна була лише нічия, щоб забезпечити титул. Захоплюючий матч наближався до нічиєї 2-2, поки Бабул не забив переможний гол у компенсований час. Коли команди набрали рівну кількість очок, необхідно було провести матчі плей-оф. Після нічиєї 0–0 у першому матчі плей-оф «Мохамеддан» забезпечив собі титул, перемігши 2–0 у другому матчі плей-оф. Таким чином Бабул приєднався до елітної групи гравців, які виграли Лігу Дакки з обома найсильнішими командами Дакки.

## Нагороди
У 2012 році Бабул був нагороджений національною спортивною нагородою за видатний внесок у футбол Бангладеш. Його давній партнер по півзахисту Ашиш Бхадра також отримав національну спортивну нагороду в тому ж році.